# Bahnhofstraße (Trier)

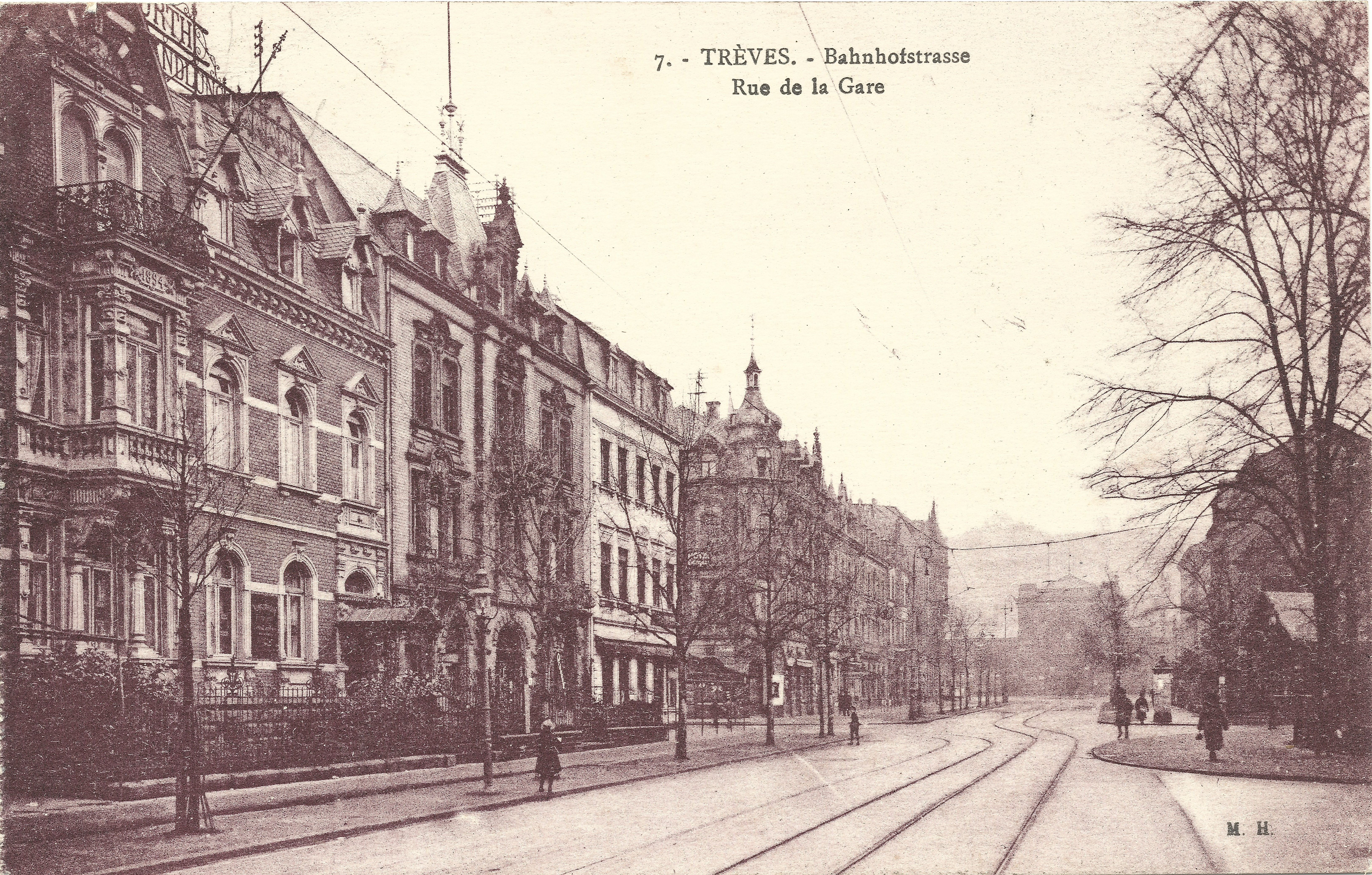
Bahnhofstraße um 1920 mit Blick auf den Hauptbahnhof.

Die Trierer Bahnhofstraße verläuft als Verlängerung der Theodor-Heuss-Allee zwischen der Kreuzung am Balduinbrunnen und dem Bahnhofsplatz am Trierer Hauptbahnhof. Sie bildet die Grenze zwischen den Stadtteilen Mitte und Nord.

## Geschichte

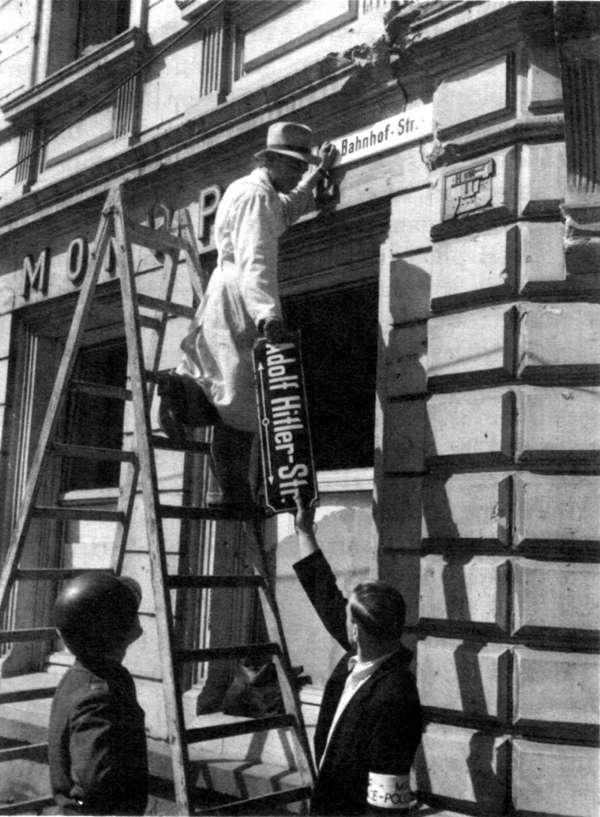
Die ehemalige „Adolf-Hitler-Straße“, hier am Hotel Monopol, wird wieder zur „Bahnhof-Straße“.

Die Straße hat ihren Namen seit 1878/79, als der Bahnhof – der heutige Hauptbahnhof – der Koblenz-Trierer-Eisenbahn errichtet wurde und der Bahnhofsplatz entstand. In der Zeit des Nationalsozialismus war sie in Adolf-Hitler-Straße umbenannt. Am 12. Mai 1945, zehn Tage nach der Übergabe der Stadt an die Alliierten fand die Rückbenennung statt. Die heutige Theodor-Heuss-Allee war namentlich ursprünglich Teil der Bahnhofstraße, was noch heute an der durchgehenden Hausnummerierung erkennbar ist (die Theodor-Heuss-Allee endet bei Hausnummer 22, die Bahnhofstraße beginnt bei Hausnummer 23). Zeitweise hieß dieser westliche Abschnitt der Straße auch Nordallee.

## Geschäfte
In der Bahnhofstraße und am Bahnhofsplatz befinden sich verschiedene Einzelhandels- und Gastronomiebetriebe. Darüber hinaus gibt es Geschäfte im Bahnhof sowie angrenzend das Einkaufszentrum Alleencenter (Ostallee 3–5) mit Parkhaus. Am Bahnhofsplatz liegen außerdem die Post/Postbank (Moltkestraße 21–23) sowie die Kriminaldirektion Trier und Kriminalinspektion Trier der Polizei (Kürenzer Straße 3; umgebaute ehemalige Postgebäude).

## Kulturdenkmäler

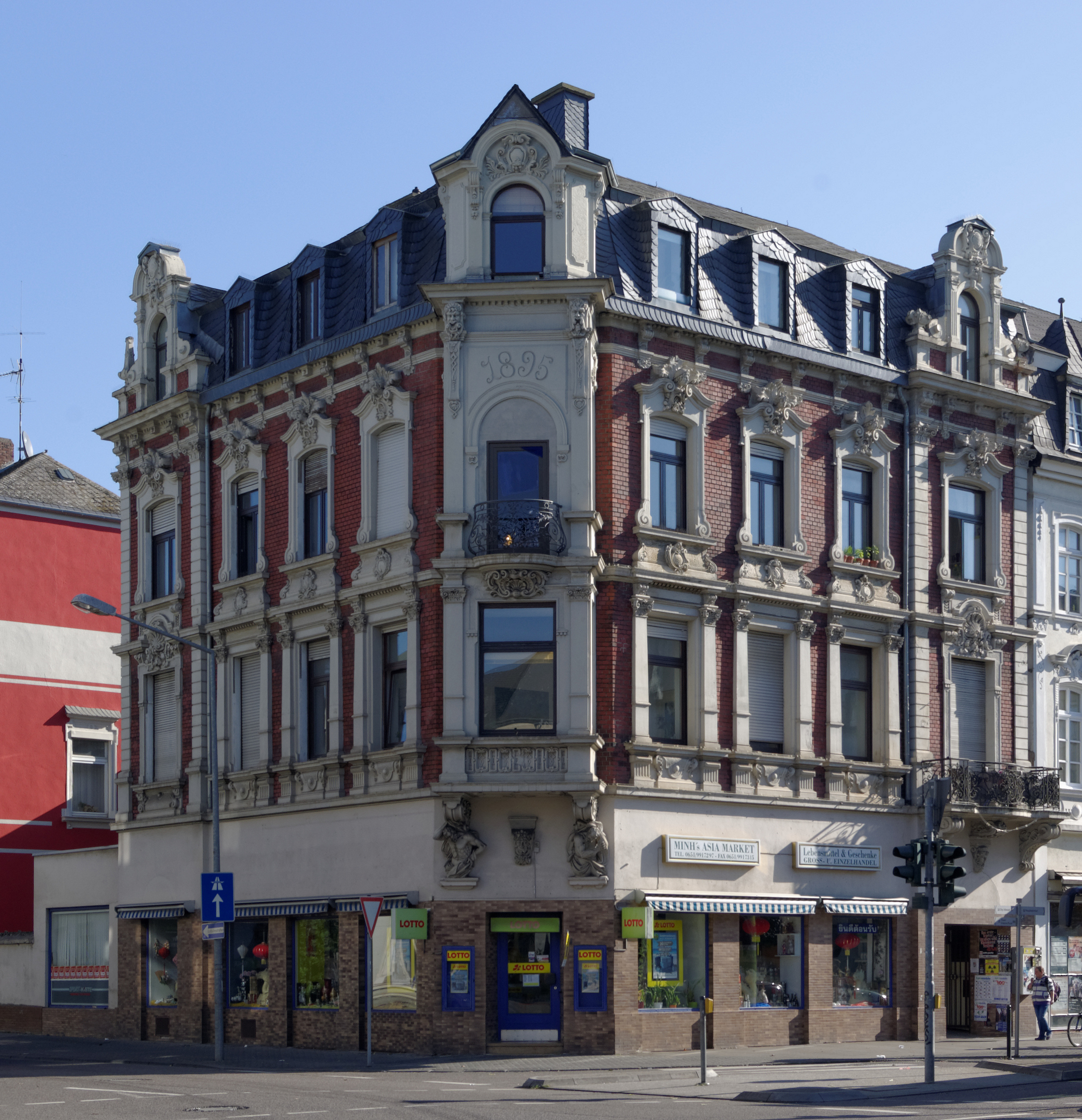
Haus in der Bahnhofstraße 23

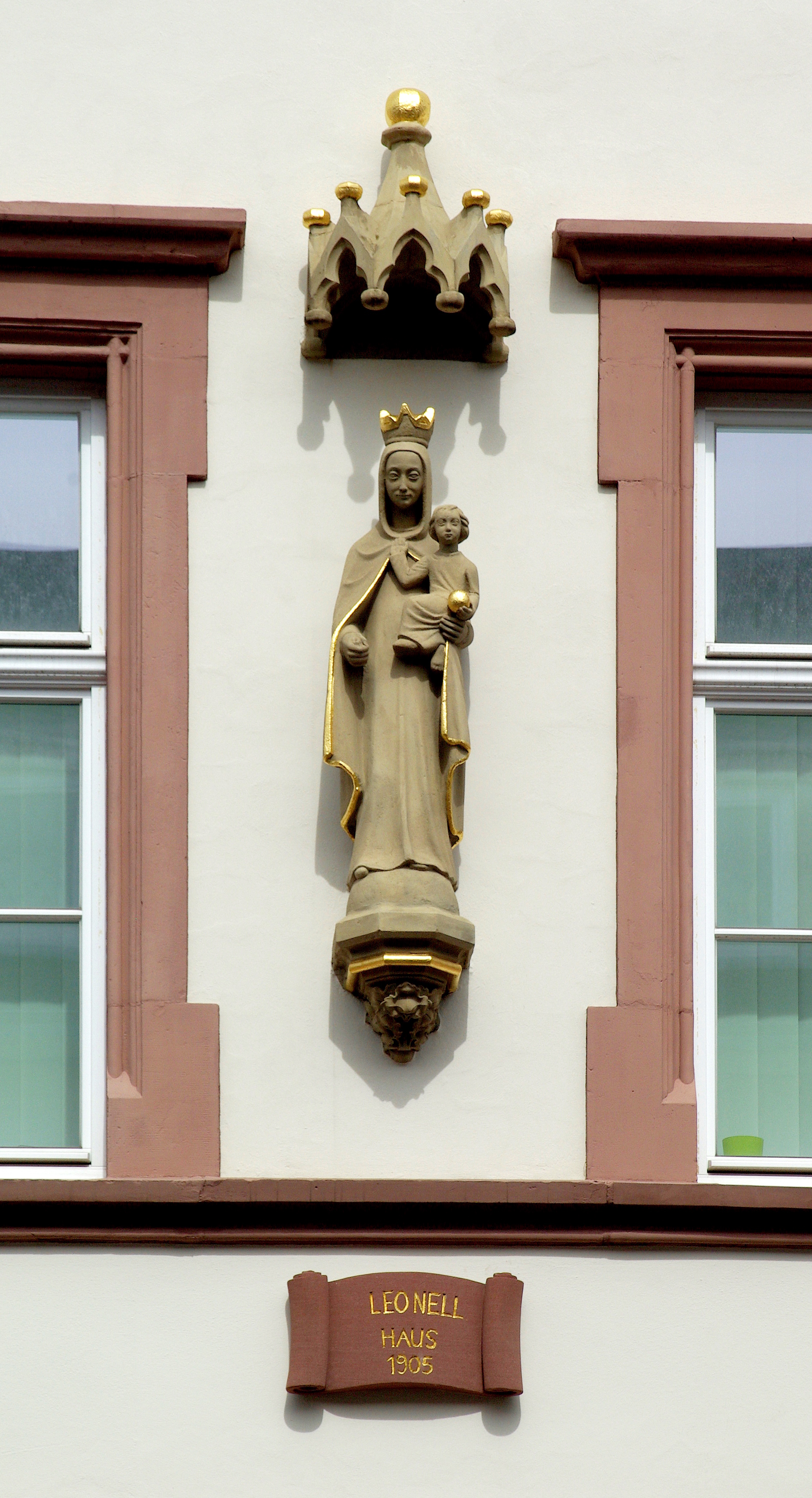
Trier, Bahnhofstraße 26, Marienstatue

Die nördliche Seite der Bahnhofstraße ist Teil der Denkmalzone Theodor-Heuss-Allee 7–22, Bahnhofstraße 23–26. Bis in die frühe Nachkriegszeit existierte das historische Hotel „Reichshof“, das in den 1960er Jahren durch einen Neubau ersetzt wurde. Markantestes Gebäude ist heute das Haus Bahnhofstraße 23 an der Kreuzung am Balduinbrunnen. Imposant ist außerdem das Haus Bahnhofstraße 26 mit einer Marienstatue an der Fassade.